# Lukov (Vysočina)
Lukov é uma comuna checa localizada na região de Vysočina, distrito de Třebíč.